# Àtom hidrogenoide

Àtom d'hidrogen.

Un àtom hidrogenoide és un àtom que, com en el cas del d'hidrogen, només té un únic electró orbitant el seu nucli i, per tant, es pot interpretar d'una manera similar.
Excepte l'àtom d'hidrogen (que és neutre), aquests àtoms són cations, és a dir, tenen càrrega positiva. Alguns exemples d'àtoms hidrogenoides són He+, Li2+, Be3+, B4+… o U91+. L'interès de l'estudi d'aquests sistemes monoelectrònics rau en el fet que es pot resoldre l'equació de Schrödinger de manera exacta, el resultat que se n'obté es pot interpretar i analitzar fàcilment, i permet extrapolar la informació obtinguda per entendre els sistemes polielectrònics. Aquests sistemes presenten interaccions de repulsió entre electrons en moviment que impedeixen poder resoldre l'equació de Schrödinger de manera exacta.

## Estructura
Els electrons en un àtom es mouen a grans velocitats dins del camp elèctric del nucli atòmic envoltant aquest, que està situat al centre. Per tant, l'energia potencial electroestàtica de l'electró és definida per l'expressió:
{\displaystyle E_{p}=-{\frac {1}{4\pi \varepsilon _{0}}}{\frac {Ze^{2}}{r}}}on:
- {\displaystyle \varepsilon _{0}} és la permitivitat del buit, {\displaystyle 8,\!854\,187\,812\,8(13)\times 10^{-12}{\text{F}}\cdot {\text{m}}^{-1}}
- {\displaystyle Z} el nombre atòmic o el nombre de càrregues positives al nucli,
- {\displaystyle e} la càrrega elèctrica elemental {\displaystyle 1,\!602\,176\,634\times 10^{-19}{\text{C}}} (exacte), i
- {\displaystyle r} la distància de l'electró al nucli atòmic.

Electró orbitant un nucli atòmic.

Segons el model atòmic de Schrödinger presentat el 1926 pel físic austríac Erwin Schrödinger (1887-1961) i que li va valer el Premi Nobel de Física del 1933, l'electró dins l'àtom es pot descriure com una ona segons la dualitat ona-corpuscle en el marc de la mecànica quàntica, i ha de complir l'equació de Schrödinger:{\displaystyle i\hbar {\partial \Psi (\mathbf {r} ,\,t) \over \partial t}={\hat {H}}\Psi (\mathbf {r} ,\,t)}
on:
- {\displaystyle \Psi (\mathbf {r} ,\,t)} és la funció d'ona de l'electró,
- {\displaystyle i={\sqrt {-1}}},

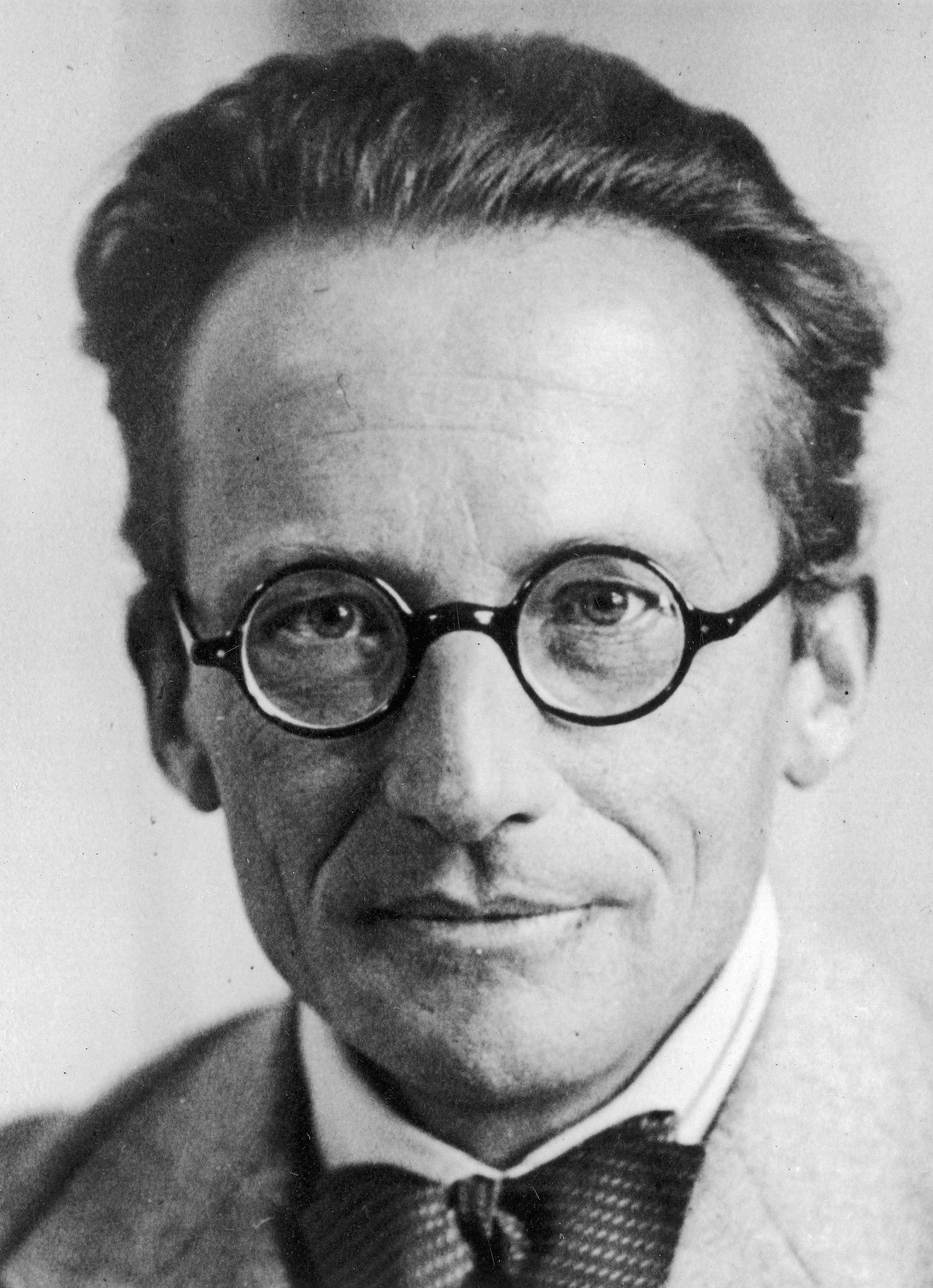
Erwin Schrödinger (1887-1961) el 1933, quan rebé el Premi Nobel de Física per la seva contribució a la teoria atòmica.

- {\displaystyle \hbar } és la constant de Planck reduïda ({\textstyle \hbar =h/2\pi }) que pot ser igualada a la unitat quan s'utilitzen unitats naturals,
- {\displaystyle {\hat {H}}} és l'operador lineal hamiltonià, o funció de Hamilton, del sistema que, aplicat a la funció d'ona, proporciona l'energia del sistema (el primer terme proporciona l'energia cinètica i el segon l'energia potencial elèctrica):[8]

{\displaystyle {\widehat {H}}=-{\frac {\hbar ^{2}}{2m}}{\biggl (}{\partial ^{2} \over \partial x}+{\partial ^{2} \over \partial y}+{\partial ^{2} \over \partial z}{\biggr )}+V(x,y,z)=-{\frac {\hbar ^{2}}{2m}}\nabla ^{2}+V(x,y,z)}El hamiltonià, l'operador que dona l'energia total del sistema, es pot descompondre en tres termes, dos per a les energies cinètiques de l'electró i del nucli i un tercer per a l'energia potencial de l'electró:
{\displaystyle {\widehat {H}}={\widehat {E}}_{c,e}+{\widehat {E}}_{c,N}+{\widehat {E}}_{p}=-{\frac {\hbar ^{2}}{2m_{e}}}\nabla _{e}^{2}-{\frac {\hbar ^{2}}{2m_{N}}}\nabla _{N}^{2}-{\frac {Ze^{2}}{4\pi \varepsilon _{0}r}}}L'equació de Schrödinger pel moviment de l'electró respecte al nucli que s'ha de resoldre per obtenir les funcions d'ona {\displaystyle \psi } dels orbitals atòmics és:
{\displaystyle -{\frac {\hbar ^{2}}{2\mu }}\nabla ^{2}\psi -{\frac {Ze^{2}}{4\pi \varepsilon _{0}r}}\psi =E\psi }
essent {\displaystyle \mu } la massa reduïda, que val {\displaystyle 1/\mu =1/m_{e}+1/m_{N}\approx 1/m_{e}}. Per a l'àtom d'hidrogen cal tenir en compte la massa del nucli (nucli i electró es mouen al voltant del seu centre de masses), però a mesura que augmenta la massa del nucli per a àtoms de major nombre atòmic es fa negligible i la massa reduïda es pot substituir per la massa de l'electró ({\displaystyle m_{e}=9,\!109\,383\,701\,5\times 10^{-31}{\text{kg}}}).
En coordendes esfèriques pren la forma:
{\displaystyle \left[-{\frac {\hbar ^{2}}{2\mu }}{\frac {1}{r^{2}}}{\partial  \over \partial {r}}{\Bigl (}r^{2}{\partial  \over \partial {r}}{\Bigr )}+{\frac {{\widehat {J}}^{2}}{2\mu r^{2}}}-{\frac {Ze^{2}}{4\pi \varepsilon _{0}r}}\right]\psi (r,\phi ,\theta )=E\psi (r,\phi ,\theta )}
Tota la part angular està continguda en la fracció del moment angular, les quals solucions són els harmònics esfèrics. Això permet que la funció d'ona pugui separar-se en una funció radial, que només depèn del radi, i una angular, que depèn dels dos angles de dites coordenades:{\displaystyle \psi (r,\phi ,\theta )=R(r)\cdot Y(\phi ,\theta )}
I l'equació queda:{\displaystyle \left[-{\frac {\hbar ^{2}}{2\mu }}{\frac {1}{r^{2}}}{\operatorname {d} \! \over \operatorname {d} {r}}{\Bigl (}r^{2}{\operatorname {d}  \over \operatorname {d} {r}}{\Bigr )}+{\frac {\hbar ^{2}\ell (\ell +1)}{2\mu r^{2}}}-{\frac {Ze^{2}}{4\pi \varepsilon _{0}r}}\right]R(r)=E\,R(r)}
En resoldre aquesta equació de Schrödinger per a àtoms hidrogenoides s'obté que l'energia és expressada per:
{\displaystyle E_{n}=-{\frac {Z^{2}\mu e^{4}}{32\pi ^{2}\varepsilon _{0}^{2}\hbar ^{2}n^{2}}}}on {\displaystyle n=1,2,3...} és el nombre quàntic principal. No hi ha, per tant, una única solució de l'equació de Schrödinger, sinó una família de solucions infinites, diferenciades pel valor del nombre quàntic principal. L'electró pot tenir qualsevol d'aquestes energies, però cap altra. Significa, això, que l'energia està quantitzada.

### Funcions d'ona radials
Les funcions d'ona radials dels àtoms hidrogenoides, obtingudes en resoldre l'equació de Schrödinger, també formen com l'energia una família de solucions que depenen de dos nombres quàntics, el principal com l'energia i el secundari o azimutal. Aquestes funcions tenen l'expressió general:
{\displaystyle R(r)=({\text{constant}})\cdot ({\text{polinomi en r}})\cdot ({\text{disminució exponencial en r}})}{\displaystyle R_{n,\ell }(r)=N_{n,\ell }\cdot L_{n+1}^{2\ell +1}(\rho )\cdot \mathrm {e} ^{-\rho /2}}
essent:

Moment angular orbital de l'electró. Segons la mecànica clàssica:.

- {\displaystyle \ell =0,\pm 1,\pm 2...(n-1)}, és el nombre quàntic secundari o azimutal i determina el moment angular orbital de l'electró segons l'expressió {\textstyle J=|\ell (\ell +1)|^{1/2}\hbar }. Per tant, el moment angular orbital també està quantitzat, com l'energia.

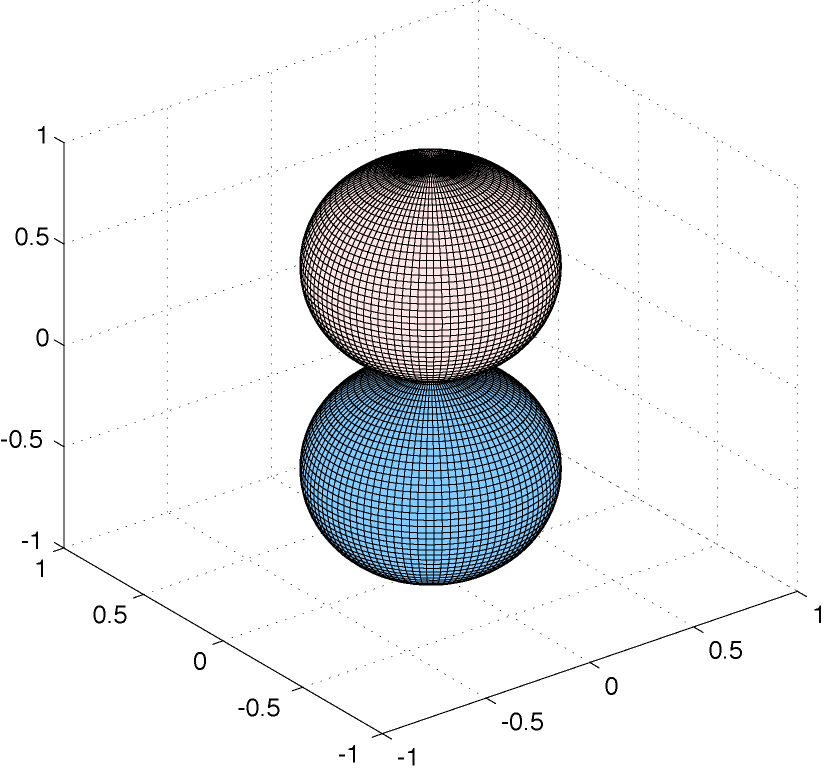
Harmònic esfèric corresponent als nombres quàntics i :.

- Harmònic esfèric corresponent als nombres quàntics {\displaystyle \ell =1} i {\displaystyle m_{\ell }=0}: {\displaystyle Y_{1,0}(\phi ,\theta )={\sqrt {\frac {3}{4\pi }}}\cos(\theta )}.{\displaystyle N_{n,\ell }} una constant que depèn del nombre quàntic principal {\displaystyle n} i del nombre quàntic azimutal {\displaystyle \ell }.
- {\displaystyle L_{n+1}^{2\ell +1}(\rho )} els polinomis de Laguerre ({\displaystyle 1,2-\rho ,\rho ,6-6\rho +\rho ^{2}...}) que depenen també dels dos nombres quàntics {\displaystyle n} i {\displaystyle \ell }.

- {\displaystyle \rho ={\frac {2Z}{na_{0}}}\cdot r\quad \quad a_{0}={\frac {4\pi \varepsilon _{0}\hbar ^{2}}{m_{e}e^{2}}}}

- {\displaystyle a_{0}} el radi de Bohr, que val 52,9 pm, i correspon al radi de la primera òrbita del model atòmic de Bohr.
- {\displaystyle \mathrm {e} =2,\!718\,28...}[6]

### Funcions d'ona angulars
Les funcions angulars s'anomenen harmònics esfèrics i eren funcions ja conegudes abans de l'adveniment de la mecànica quàntica.
| Orbital | {\displaystyle n} | {\displaystyle \ell } | {\displaystyle R(r)} | {\displaystyle m_{\ell }} | {\displaystyle Y(\phi ,\theta )}                                                                                   |
| --- | ----------------- | --------------------- | --- | ------------------------- | --- |
| 1s | 1                 | 0                     | {\textstyle 2{\Bigl (}{\frac {Z}{a}}{\Bigr )}^{3/2}\cdot 1\cdot \mathrm {e} ^{-\rho /2}}                                           | 0                         | {\displaystyle {\Bigl (}{\frac {1}{4\pi }}{\Bigr )}^{1/2}}                                                         |
| 2s | 2                 | 0                     | {\textstyle {\frac {1}{\sqrt {8}}}{\Bigl (}{\frac {Z}{a}}{\Bigr )}^{3/2}\cdot (2-\rho )\cdot \mathrm {e} ^{-\rho /2}}              | 0                         | {\displaystyle {\Bigl (}{\frac {1}{4\pi }}{\Bigr )}^{1/2}}                                                         |
| 2p | 2                 | 1                     | {\textstyle {\frac {1}{\sqrt {24}}}{\Bigl (}{\frac {Z}{a}}{\Bigr )}^{3/2}\cdot \rho \cdot \mathrm {e} ^{-\rho /2}}                 | 0                         | {\displaystyle {\Bigl (}{\frac {3}{4\pi }}{\Bigr )}^{1/2}\cos(\theta )}                                            |
| 2p | 2                 | 1                     | {\textstyle {\frac {1}{\sqrt {24}}}{\Bigl (}{\frac {Z}{a}}{\Bigr )}^{3/2}\cdot \rho \cdot \mathrm {e} ^{-\rho /2}}                 | ±1                        | {\displaystyle {\Bigl (}{\frac {3}{8\pi }}{\Bigr )}^{1/2}\sin(\theta )\mathrm {e} ^{\pm i\phi }}                   |
| 3s | 3                 | 0                     | {\textstyle {\frac {1}{\sqrt {243}}}{\Bigl (}{\frac {Z}{a}}{\Bigr )}^{3/2}\cdot (6-6\rho +\rho ^{2})\cdot \mathrm {e} ^{-\rho /2}} | 0                         | {\displaystyle {\Bigl (}{\frac {1}{4\pi }}{\Bigr )}^{1/2}}                                                         |
| 3p | 3                 | 1                     | {\textstyle {\frac {1}{\sqrt {486}}}{\Bigl (}{\frac {Z}{a}}{\Bigr )}^{3/2}\cdot (4-\rho )\rho \cdot \mathrm {e} ^{-\rho /2}}       | 0                         | {\displaystyle {\Bigl (}{\frac {3}{4\pi }}{\Bigr )}^{1/2}\cos(\theta )}                                            |
| 3p | 3                 | 1                     | {\textstyle {\frac {1}{\sqrt {486}}}{\Bigl (}{\frac {Z}{a}}{\Bigr )}^{3/2}\cdot (4-\rho )\rho \cdot \mathrm {e} ^{-\rho /2}}       | ±1                        | {\displaystyle \pm {\Bigl (}{\frac {3}{8\pi }}{\Bigr )}^{1/2}\sin(\theta )\mathrm {e} ^{\pm i\phi }}               |
| 3d | 3                 | 2                     | {\textstyle {\frac {1}{\sqrt {2\,430}}}{\Bigl (}{\frac {Z}{a}}{\Bigr )}^{3/2}\cdot \rho ^{2}\cdot \mathrm {e} ^{-\rho /2}}         | 0                         | {\displaystyle {\Bigl (}{\frac {5}{16\pi }}{\Bigr )}^{1/2}(3\cos(\theta )^{2}-1)}                                  |
| 3d | 3                 | 2                     | {\textstyle {\frac {1}{\sqrt {2\,430}}}{\Bigl (}{\frac {Z}{a}}{\Bigr )}^{3/2}\cdot \rho ^{2}\cdot \mathrm {e} ^{-\rho /2}}         | ±1                        | {\displaystyle \pm {\Bigl (}{\frac {15}{8\pi }}{\Bigr )}^{1/2}\cos(\theta )\sin(\theta )\mathrm {e} ^{\pm i\phi }} |
| 3d | 3                 | 2                     | {\textstyle {\frac {1}{\sqrt {2\,430}}}{\Bigl (}{\frac {Z}{a}}{\Bigr )}^{3/2}\cdot \rho ^{2}\cdot \mathrm {e} ^{-\rho /2}}         | ±2                        | {\displaystyle \pm {\Bigl (}{\frac {15}{32\pi }}{\Bigr )}^{1/2}\sin ^{2}(\theta )\mathrm {e} ^{\pm i\phi }}        |
| On {\displaystyle \rho =(2Z/na)r}, essent {\displaystyle a=4\pi \varepsilon _{0}\hbar ^{2}/\mu e^{2}}. Si el nucli atòmic es prou pesant {\displaystyle \mu =m_{e}} i {\displaystyle a=a_{0}}, el radi de Bohr. |                   |                       | |                           | |

### Orbitalss

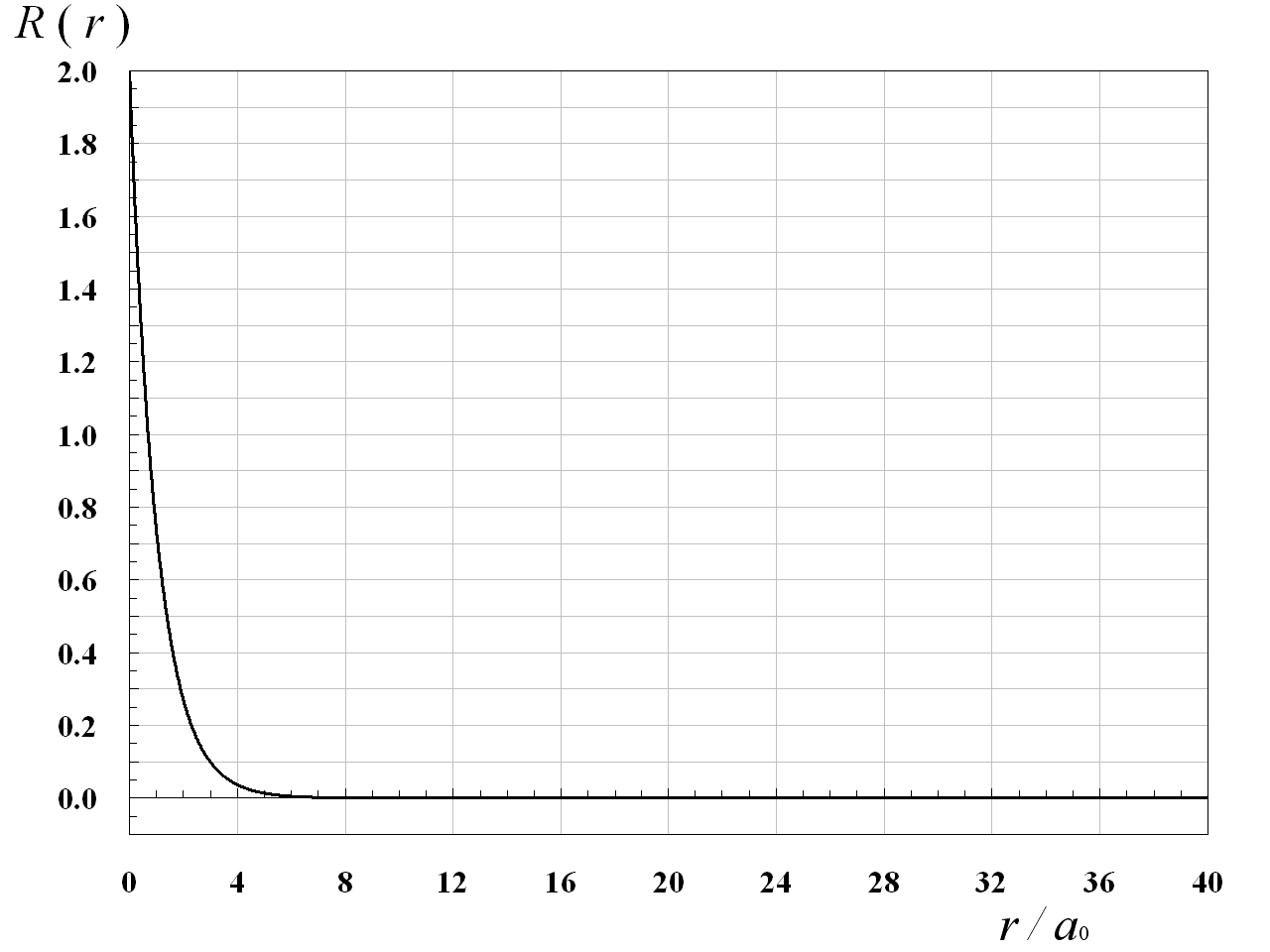
Representació de la funció d'ona radial respecte del radi.

Funció de distribució radial de l'orbital 1s. El radi més probable coincideix amb el radi de Bohr,

Els orbitals s tenen simetria esfèrica, la funció d'ona és independent dels angles de les coordenades polars i té el mateix valor a qualsevol punt que tengui el mateix radi. La funció d'ona disminueix en augmentar el radi de forma exponencial a partir d'un valor màxim, que val {\textstyle 1/{\sqrt {\pi a_{0}^{3}}}} per a l'orbital 1s.
Malgrat que el valor màxim es troba a r = 0, això és, en el nucli atòmic, l'electró no pot esser-hi. Per saber el radi més probable cal calcular la funció de distribució radial {\displaystyle P(r)=4\pi r^{2}|\psi |^{2}}. Aquesta funció té un màxim que, per a l'orbital 1s de l'hidrogen, es troba a un radi igual al radi de Bohr, 52,9 pm. El radi més probable per a l'orbital 2s és 275 pm ({\displaystyle 5,\!2a_{0}}), que indica que l'electró s'estén per una esfera de major radi en augmentar d'energia i passar a orbitals superiors.
Per altra banda, el moment angular orbital dels electrons als orbitals s és zero, ja que el seu nombre quàntic {\displaystyle \ell =0} i el moment angular orbital ve donat per l'expressió {\textstyle J=|\ell (\ell +1)|^{1/2}\hbar }. En la mecànica quàntica, el moment angular no té exactament el mateix significat que en la física clàssica. En l'orbital s, el moment angular zero no vol dir que l'electró no es mogui o que estigui just damunt del nucli. En canvi, significa que l'electró té un estat de moviment en què la distribució de probabilitat de trobar-lo en qualsevol direcció és uniforme o esfèrica. L'electró està àmpliament repartit en tot l'espai en forma de funció d'ona esfèrica, i la probabilitat de trobar-lo en qualsevol direcció al voltant del nucli és la mateixa. El principi d'incertesa de Heisenberg estableix que no es pot conèixer simultàniament amb precisió la posició i el moment lineal (o, equivalentment, el moment angular) d'una partícula quàntica. Això implica que, tot i que l'orbital s té un moment angular mitjà de zero, l'electró en realitat té moviment i està distribuït en un volum finit d'espai.
|                                | H    | He+  | Li2+ | Be3+ | B4+  | C5+  | N6+  | O7+  | F8+  | Ne9+ |
| ------------------------------ | ---- | ---- | ---- | ---- | ---- | ---- | ---- | ---- | ---- | ---- |
| {\displaystyle r_{1s}^{*}}(pm) | 52,9 | 26,5 | 17,6 | 13,2 | 10,6 | 8,82 | 7,56 | 6,61 | 5,88 | 5,29 |

Els radis més probables per a àtoms amb més d'un protó al nucli disminueixen a mesura que la càrrega nuclear augmenta i pot expressar-se com {\textstyle r_{1s}^{*}=a_{0}/Z}. Així l'urani té {\displaystyle Z=92} i un radi més probable de només 0,58 pm, quasi 100 vegades menys que el radi de l'àtom d'hidrogen. Aquest electró de l'urani es troba molt proper al nucli i la força amb la qual és atret és molt elevada, per la qual cosa es mou a gran velocitat i cal tenir en compte els efectes relativistes. Per a l'orbital 2s la relació és: {\textstyle r_{2s}^{*}=(3+{\sqrt {5}})a_{0}/Z}.
Els orbitals superiors presenten varis màxims relatius i punts on la probabilitat és zero. El nombre de nodes és expressat per la fórmula {\displaystyle n-1}.

### Orbitalsp

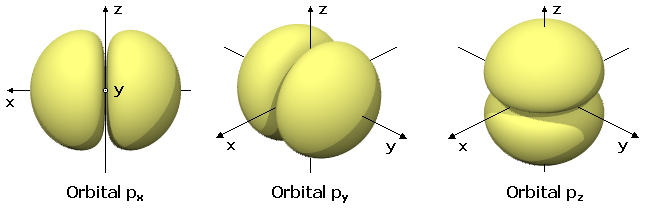
Orbitals p.

Els orbitals p apareixen a partir del 2n nivell ({\displaystyle n=2}) i tenen número quàntic secundari {\displaystyle \ell =1} i, per tant, moment angular orbital {\displaystyle J=2\hbar }. Són els primers orbitals que presenten una funció angular que depèn dels angles.
Hi ha tres orbitals p orientats en direccions espacials perpendiculars i determinats pel nombre quàntic magnètic, amb valors {\displaystyle m_{\ell }=-1,0,+1} (aquest nombre quàntic caracteritza la component sobre l'eix Z del moment angular orbital de l'electró, essent {\displaystyle J_{z}=m_{\ell }\hbar }). Les zones de probabilitat tenen forma de dues esferes aplatades a la zona de contacte que està en el pla perpendicular a l'eix de l'orbital i que passa pel nucli atòmic. Cada orbital pot tenir dos electrons amb nombre quàntics d'espín oposats ({\displaystyle m_{s}=\pm 1/2}), per tant, a cada nivell hi caben sis electrons als orbitals p.

### Orbitalsd

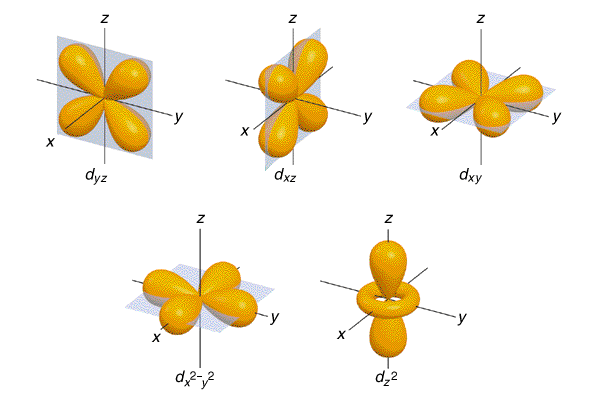
Orbitals d.

Els orbitals d apareixen a partir del 3r nivell ({\displaystyle n=3}) i tenen número quàntic secundari {\displaystyle \ell =2}, amb un moment angular orbital {\displaystyle J=6\hbar }.
Hi ha cinc orbitals d situats en diferents plans espacials i determinats pel nombre quàntic magnètic, amb valors {\displaystyle m_{\ell }=-2,-1,0,+1,+2}. Les zones de probabilitat tenen forma de quatre esferes aplatades a la zona de contacte que està en el pla perpendicular a l'eix de l'orbital i que passa pel nucli atòmic, excepte una que és semblant als orbitals p però amb un anell en un pla perpendicular a l'eix dels lòbuls. Cada orbital pot tenir dos electrons amb nombre quàntics d'espín oposats ({\displaystyle m_{s}=\pm 1/2}), per tant, a cada nivell hi caben deu electrons als orbitals d.

## Nivells d'energia

Nivells d'energia d'un àtom d'hidrogen en eV.

Els nivells d'energia d'un àtom hidrogenoide són els diferents valors d'energia que pot tenir un electró que orbita el nucli atòmic i són expressats per l'equació:
{\displaystyle E_{n}=-{\frac {Z^{2}\mu e^{4}}{32\pi ^{2}\varepsilon _{0}^{2}\hbar ^{2}}}\cdot {\frac {1}{n^{2}}}}Els valors d'energia possibles són inversament proporcionals al nombre quàntic principal al quadrat {\displaystyle n^{2}}, per tant, el valor més baix d'energia (el valor més negatiu) és el que correspon a {\displaystyle n=1} (per a l'àtom d'hidrogen val –13,60 eV). L'energia dels diferents nivells es pot expressar com {\displaystyle E_{n}=E_{1}/n^{2}}, per exemple pel nivell {\displaystyle n=3} de l'àtom d'hidrogen és:
{\displaystyle E_{3}=E_{1}/3^{2}=-13,6\,eV/9=-1,51\,eV}
| Nivell (n)   | 1      | 2     | 3     | 4     | 5     | 6     | 7     |
| ------------ | ------ | ----- | ----- | ----- | ----- | ----- | ----- |
| Energia (eV) | –13,60 | –3,40 | –1,51 | –0,85 | –0,54 | –0,38 | –0,28 |

L'estat fonamental disminueix d'energia (el valor és més negatiu) en augmentar el nombre atòmic {\displaystyle Z}. Per exemple, l'energia del nivell fonamental del catió He+ és –54,62 eV, quatre vegades inferior a la de l'hidrogen (–13,60 eV), ja que el valor absolut augmenta amb {\displaystyle Z^{2}}.
L'estat fonamental de l'electró és el que ocupa l'electró habitualment i és el de {\displaystyle n=1}. Aquesta dependència també fa que a mesura que augmenta {\displaystyle n} la separació entre nivells es vagi reduint i els nivells més alts són molt propers. Per exemple la diferència d'energia entre els nivells {\displaystyle E_{2}} i {\displaystyle E_{1}} és proporcional a 0,75, mentre que entre els nivells {\displaystyle E_{3}} i {\displaystyle E_{2}} és proporcional només a 0,139. Els càlculs són:
{\displaystyle \Delta (E_{2}-E_{1})\propto -{\biggl (}{\frac {1}{2^{2}}}-{\frac {1}{1^{2}}}{\biggr )}=0,75\quad \quad \Delta (E_{3}-E_{2})\propto -{\biggl (}{\frac {1}{3^{2}}}-{\frac {1}{2^{2}}}{\biggr )}=0,139}
També s'observa que l'energia depèn de forma directament proporcional de {\displaystyle Z^{2}}. D'aquesta manera com major sigui la càrrega nuclear molt més baix és el nivell fonamental. Per exemple l'heli té {\displaystyle Z=2} i l'hidrogen {\displaystyle Z=1}, de manera que l'energia de l'estat fonamental de l'heli és quatre vegades (22) més baixa que la de l'hidrogen (12).
Tots els orbitals que tenen el mateix nombre quàntic principal tenen la mateixa energia. Aquests nivells també s'anomenen capes. Els orbitals de diferent nombre quàntic secundari, però amb el mateix nombre quàntic principal, formen subcapes, però tenen la mateixa energia. Hi ha tantes subcapes com el valor del nombre quàntic principal (per a {\displaystyle n=1} només una subcapa, per a {\displaystyle n=2} dues subcapes...). Les subcapes s'anomenen en lletres que provenen dels termes emprats pels espectroscopistes, i són:
| {\displaystyle \ell } | 0 | 1 | 2 | 3 | 4 | 5 | 6 |
| --------------------- | - | - | - | - | - | - | - |
| Nom                   | s | p | d | f | g | h | i |

### Energia d'ionització
L'energia d'ionització és l'energia que cal subministrar per passar un electró del darrer nivell ocupat al nivell {\displaystyle n=\infty } i, en els àtoms hidrogenoides es correspon amb l'energia del nivell {\displaystyle n=1} en valor positiu:
{\displaystyle \Delta (E_{\infty }-E_{1})=-{\frac {Z^{2}\mu e^{4}}{32\pi ^{2}\varepsilon _{0}^{2}\hbar ^{2}}}\cdot {\frac {1}{\infty ^{2}}}-{\biggl (}-{\frac {Z^{2}\mu e^{4}}{32\pi ^{2}\varepsilon _{0}^{2}\hbar ^{2}}}{\biggr )}\cdot {\frac {1}{1^{2}}}={\frac {Z^{2}\mu e^{4}}{32\pi ^{2}\varepsilon _{0}^{2}\hbar ^{2}}}}

### Espectres atòmics

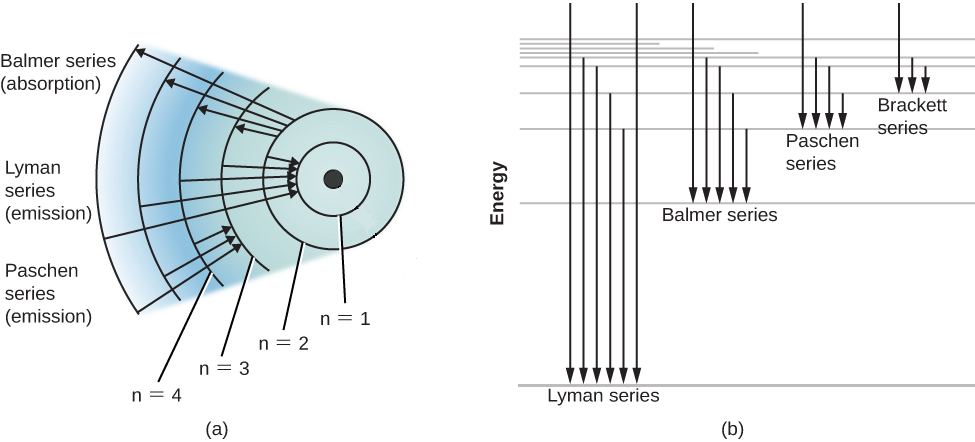
Les línies espectrals de l'espectre de l'hidrogen s'agrupen en sèries en funció del nivell d'energia final. Si l'electró baixa fins al nivell s'anomena sèrie de Lyman; fins al nivell sèrie de Balmer… segons l'espectroscopista que les descobrí.

Si s'aporta energia a l'electró situat al nivell més baix (per escalfament, per absorció d'un fotó) pot pujar a un nivell energètic més alt. En el nou nivell és inestable i torna a l'estat fonamental emeten un fotó d'energia igual a la diferència d'energies dels dos nivells o baixant a nivells inferiors fins a arribar al fonamental. Són els espectres atòmics d'emissió. Els valors experimentals foren agrupats en l'anomenada fórmula de Rydberg:
{\displaystyle {\frac {1}{\lambda }}=R_{\text{H}}\left({\frac {1}{n_{1}^{2}}}-{\frac {1}{n_{2}^{2}}}\right)}
on:
- {\displaystyle \lambda } longitud d'ona de la radiació emesa o absorbida.
- {\displaystyle R_{H}\approx 1,096\,78\times 10^{7}{\text{ m}}^{-1}} és la constant de Rydberg per a l'hidrogen,
- {\displaystyle n_{1}} i {\displaystyle n_{2}} són els nivells inicial i final de l'electró, respectivament.

coincideixen amb els que dona a partir de l'energia aquí obtinguda:
{\displaystyle \Delta (E_{f}-E_{i})=-{\frac {Z^{2}\mu e^{4}}{32\pi ^{2}\varepsilon _{0}^{2}\hbar ^{2}}}\cdot {\frac {1}{n_{f}^{2}}}-{\biggl (}-{\frac {Z^{2}\mu e^{4}}{32\pi ^{2}\varepsilon _{0}^{2}\hbar ^{2}}}{\biggr )}\cdot {\frac {1}{n_{i}^{2}}}=-{\frac {Z^{2}\mu e^{4}}{32\pi ^{2}\varepsilon _{0}^{2}\hbar ^{2}}}\cdot {\biggl (}{\frac {1}{n_{i}^{2}}}-{\frac {1}{n_{f}^{2}}}{\biggr )}}
on s'observa que la constant de Rydberg per a l'àtom d'hidrogen ({\displaystyle Z=1}) ha de ser:
{\displaystyle {\frac {1}{\lambda }}={\frac {1}{c/\nu }}={\frac {\nu }{c}}={\frac {E/h}{c}}={\frac {E}{hc}}={\frac {1}{hc}}\cdot {\frac {\mu _{H}e^{4}}{32\pi ^{2}\varepsilon _{0}^{2}\hbar ^{2}}}\cdot {\biggl (}{\frac {1}{n_{i}^{2}}}-{\frac {1}{n_{f}^{2}}}{\biggr )}}{\displaystyle R_{H}={\frac {1}{hc}}\cdot {\frac {\mu _{H}e^{4}}{32\pi ^{2}\varepsilon _{0}^{2}\hbar ^{2}}}={\frac {\mu _{H}e^{4}}{8\varepsilon _{0}^{2}h^{3}c}}}
Per als àtoms hidrogenoides la fórmula de Rydberg té l'expressió:
{\displaystyle {\frac {1}{\lambda }}=R_{\infty }Z^{2}\left({\frac {1}{n_{1}^{2}}}-{\frac {1}{n_{2}^{2}}}\right)}on la constant de Rydberg val:
{\displaystyle R_{\infty }={\frac {m_{e}e^{4}}{8\varepsilon _{0}^{2}h^{3}c}}=10\,973\,731,568\,160(21)\,{\text{m}}^{-1}}

Diagrama de Grotrian que representa les transicions permeses a l'àtom d'hidrogen.

Tanmateix, totes les transicions no són possibles. El fotó que és emès duu un moment angular d'espín intrínsec igual a 1 ({\displaystyle m_{s}=1}) i l'electró ha de canviar d'orbital compensant aquest moment angular que se'n duu el fotó per conservar el moment angular total. Així, no és possible una transició d'un orbital d ({\displaystyle \ell =2}) a un orbital s ({\displaystyle \ell =0}), i tampoc d'un orbital s a un altre s. Per saber les transicions possibles s'han deduït unes regles de selecció que indiquen quins canvis són possibles per a àtoms hidrogenoides:
{\displaystyle \Delta \ell =\pm 1\quad \quad \Delta m_{\ell }=0,\,\pm 1}